# Cosmisoma militaris
Cosmisoma militaris är en skalbaggsart som beskrevs av Giesbert och Chemsak 1993. Cosmisoma militaris ingår i släktet Cosmisoma och familjen långhorningar.
Artens utbredningsområde är:
- Costa Rica.
- Panama.

Inga underarter finns listade i Catalogue of Life.